# Стоян Варналиев
Стоян Варналиев е тракийски народен певец, изпълняващ песни от Ямболския край.

## Биография
Стоян Варналиев е роден на 19 ноември 1968 г. в ямболското село Генерал Инзово. От малък запява бабините песни. По-късно учи пеене при Господин Колев и Елена Граматикова, но най-ярки следи в творчеството му оставя певицата Вълкана Стоянова. През 1988 г. печели конкурс за млади певци на РТЦ-Благоевград за предаването „От извора“. През 90-те години е представен за първи път в ефира на БНР в рубриката „Млади фолклорни таланти“. Вълкана Стоянова му оставя много песни, които не е записвала, и прозвучават в негово изпълнение. През 2000 г. „Гега Ню“ издава първия му компактдиск, озаглавен „Песните на Орфей“, с песни от репертоара на Вълкана Стоянова. Става известен с песента „Димо на Рада думаше“. „Погина мома Диляна“, „Хайде, Гоче“, „Мама си Стана будеше“ и др. са само част от красивия репертоар на Вълкана Стоянова. Следват записи и реализирани предавания в БНР, БНТ, Скат, МГ „Добруджа“ и др.
Звукозаписната дейност на Стоян Варналиев е свързана с ОНМ на БНР, камерен оркестър при АМТИИ – Пловдив, „Ямболската тройка“ – р-л Георги Иванов, оркестър „Бисери“ и приятели с р-л Живко Желев, Добрич.
В НБУ посещава лекциите на Георг Краев, Димитрина и Николай Кауфман, Анна Илиева и Николай Ников, откъдето е провокиран интересът му към Българската фолклорна култура. Завършва образованието си в катедра „Музика“ във ФНПП, магистър – Начална училищна педагогика във ФНОИ на Софийския университет.
В учебника по музика за 3 и 4 клас на издателство „Рива“ авторският екип включва песените „Твар по твари Коладе ле“ и „Вода тече“ от репертоара на Стоян Варналиев в аранжимент на доц. д-р Владимир Владимиров.
През 2017 и 2018 г. провежда майсторски клас по народно пеене в рамките на Национална фолклорна среща „Автентичност и съвремие“ в Попово.
Стоян Варналиев е член на жури на Конкурса „С песните на Вълкана Стоянова“ – Стралджа.

## Дискография

### Студийни албуми
- 2000 – „Песните на Орфей“
(CD, Gega New – GR 70)
- 2021 – „Червени чизми троптяха“
 (CD, Медийна група „Добруджа“ – Добрич)
- 2023 – „Коледа от Бяло море до Дунав“
(CD, Медийна група „Добруджа“ – Добрич)

## Награди и отличия
- 1991 -  Златен медал от Шести Национален Събор "Копривщица - 91"
- 1991 -  Трета награда от Тракийски събор - Кърджали, Съюз на Тракийските дружества
- 2016 -  Първа награда от Пети международен конкурс за камерна музика, гр. Своге
- 2017 – Почетна награда от Х конкурс-надпяване „С песните на Вълкана Стоянова“, Стралджа
- 2017 – Обявен за „Будител за 2017 г.“ от Организацията на обединените българи
- 2021 – Почетен знак „Герб на община Тунджа“ – златен, Ямбол
- 2022 – Почетен знак „Герб на община Стралджа“, обл. Ямбол
- 2022 – Диплом „Член-кореспондент“ на Международната академия на обединените българи
- 2022 – Обявен за „Будител за 2022 година“ от Организацията на обединените българи
- 2023 - Грамота от годишна фолклорна класация 2022/23 "Надпяване", произведение победител в категория Мъже - солисти "Петър си иде от Цариграда" - Българско национално радио